# Villa Margi
Villa Margi è una frazione di Reitano, comune italiano della città metropolitana di Messina in Sicilia.

## Monumenti e luoghi d'interesse

### Architetture religiose
- Chiesa del Porto Salvo, ove si festeggia la tradizione del martedì di Pasqua[3].

### Altro
Sul lungomare di Villa Margi è installata l'opera ideata da Tano Festa Monumento per un poeta morto (1989), meglio nota come Finestra sul mare. La scultura, alta 18 metri, è dedicata alla memoria del fratello poeta Francesco e costituisce, insieme ad altre undici opere di arte contemporanea poste nel comprensorio, il museo all'aperto Fiumara d'arte. È stata oggetto di restauro nel 2015, dopo anni di vicende processuali che ne decretarono in un primo momento l'ordine di demolizione per abusivismo edilizio (annullato, nel 1994, dalla Corte di cassazione), poi la chiusura per un biennio (22 aprile 2005 - 25 maggio 2007) a opera di Antonio Presti, fondatore della Fiumara d'Arte, come gesto di protesta contro la scarsa manutenzione offerta dagli amministratori locali.

### Siti archeologici
Nel territorio di Villa Margi sono stati rinvenuti mosaici e resti murari.